# Hans Theodor Joel
Hans Theodor Joel (geboren 1. November 1892 in Gotha; gestorben Januar 1936 in Paris) war ein deutscher Journalist.

## Leben
Hans Theodor Joel wuchs in Berlin auf, er war verwandt mit Minna Beckmann-Tube. Er wurde Soldat im Ersten Weltkrieg und avancierte zum Fliegeroffizier. Nach Kriegsende war er in Düsseldorf und Köln ansässig. Er erwarb 1919 den Karl Lang Verlag in Darmstadt und verlegte Graphik von Beckmann, Meidner, Schmidt-Rottluff. Als Kunstsammler besaß er Bilder von Max Beckmann. 
Joel ging als Korrespondent des Berliner Tageblatts nach Madrid, wo er Kontakt zur spanischen politischen Linken hatte. Bei der Machtübergabe an die Nationalsozialisten 1933 war er in Berlin. Joel floh im Juni 1933 nach Frankreich und ging im September 1934 wieder nach Spanien. Auf Veranlassung der deutschen Gesandtschaft wurde er im Oktober 1934 in Spanien festgenommen und im November 1934 nach Frankreich abgeschoben. Im Juni 1935 wurde Joel im Deutschen Reich ausgebürgert.
Joel schrieb für die deutschsprachige Exilpresse in Paris und Kopenhagen und für die Neue Zürcher Zeitung (NZZ). Er gehörte zum Kreis um Willi Münzenberg und schrieb für die kommunistische Wochenzeitung Der Gegen-Angriff. Er schrieb über den spanischen Faschismus und über Luftfahrttechnik.  
Joel starb verarmt 1936 in Paris. Seine Tochter Olga Joel übernahm einen Teil des Kunstbestands, seine umfangreiche Graphiksammlung wurde im Zweiten Weltkrieg in Joels Wohnhaus in Köln Opfer eines Luftangriffs.

## Schriften (Auswahl)
- (Hrsg.): Das graphische Jahrbuch. Darmstadt : Karl Lang, 1919